# Coron
Coron är den tredje största ön i ögruppen Calamianöarna belägen i norra delen av den filippinska provinsen Palawan. Ön är en del av en större kommun med samma namn (se Coron, Palawan). Den ligger ungefär 170 nautiska mil (310 km) sydväst om Manila. Den är känd för ett antal japanska fartygsvrak från andra världskriget. Ön är historiskt sett en del av urbefolkningen Tagbanwas område.
Området runt vraken har vackra klippformationer som ger utmärkta möjligheter för snorkling med sikt upp till 24 meter under vatten. Vattnet är vanligtvis lugnt och har nästan ingen ström. Ön är ett av de mest besökta vrakdykningsområdena i Filippinerna. Platser för vrakdykning finns på relativt grunda djup som 10-30 fot och så djupt som 120-140 fot. De flesta befinner sig på 60-80 fot, idealiskt för sportdykare.
Dykplatser runt Coron inkluderar även flera olika rev samt den berömda "Günter's Cave", även känd som "Cathedral Cave" eftersom grottan en viss tid på dagen lyses upp av solen genom ett hål i dess tak. Det är möjligt att dyka upp ur vattnet inne i grottan eftersom hålet i taket släpper in luft. Grottan är uppkallad efter Günther Bernert som var en del av den första dykargrupp som utforskade grottan efter att ha hört rykten om denna från lokala fiskare.
Vrakdykplatser i Coronbukten inkluderar Irako-vraket, vraket Okinawa Maru, vraket efter japanska sjöflygplanet Akitsushima, vraket Kogyo Maru, vraket Olympia Maru, vraket Kyokuzan Maru, vraket East Tangat Gunboat (det riktiga namnet, Teru-Kaze Maru, blev upptäckt av en grupp av holländska dykare som tillbringade flera dagar med att gräva runt båten), vraket Nanshin Maru, vraket Lusong Gunboat och "Skeleton Wreck".
Undervattensvyerna från de sjunkna japanska krigsskeppen runt Coron är förtecknade i "Forbes Traveler Magazines" 10 bästa sportdykningsområden i världen.

## Världsarvsstatus
Den 16 maj 2006 sattes ön Coron upp på Filippinernas tentativa världsarvslista.

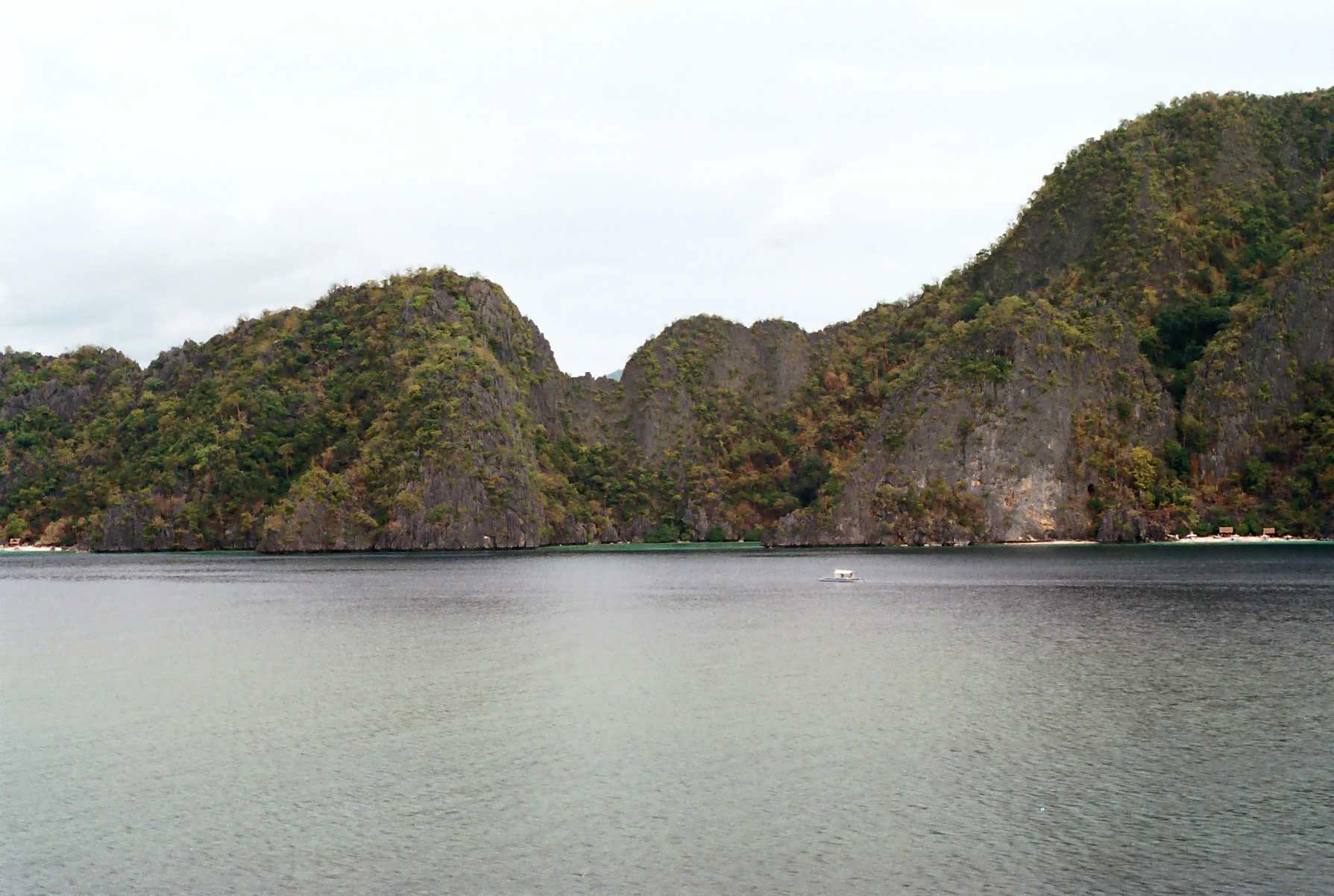
Coron är omgiven av öar med stora klippformationer
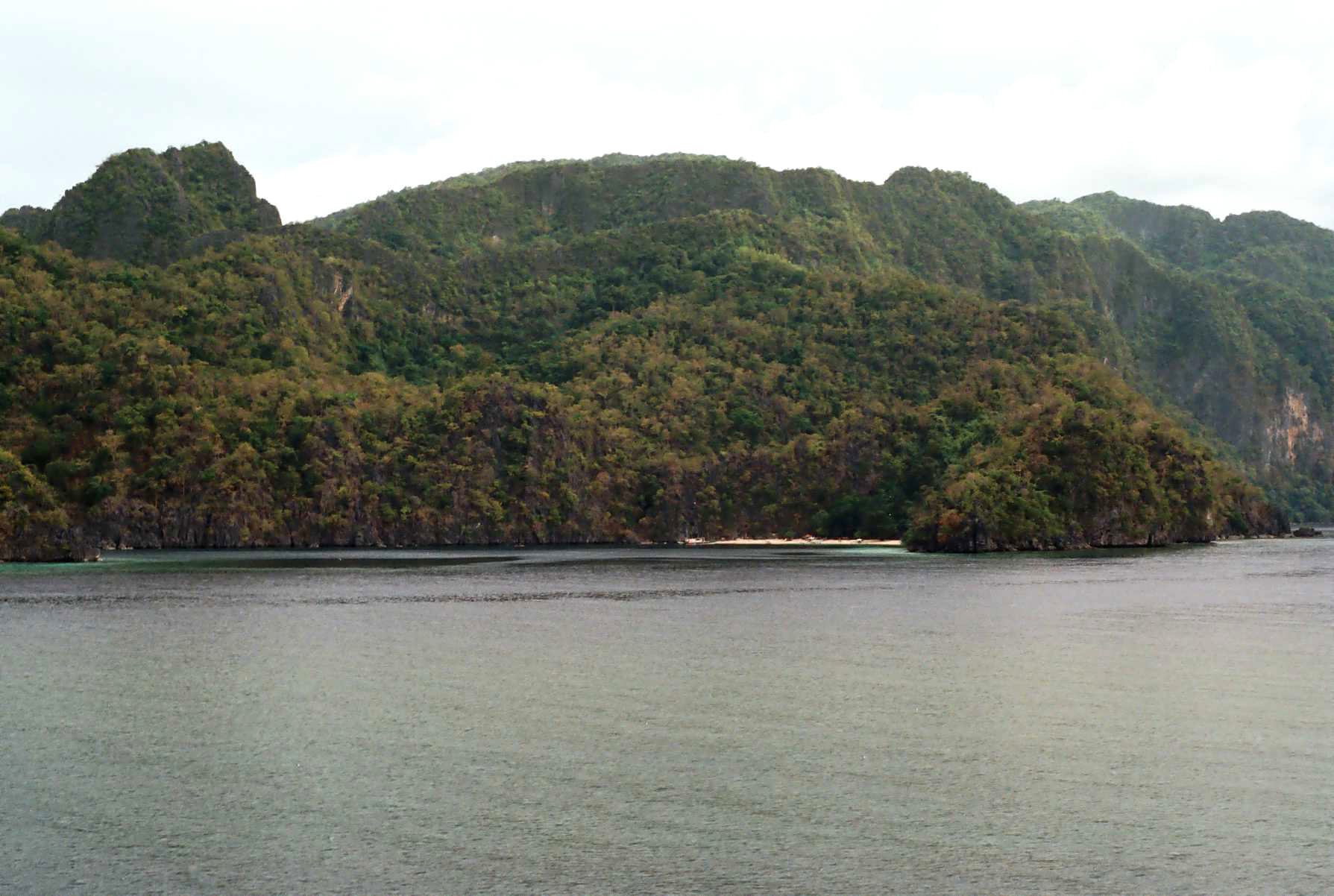
Öarna runt Coronön består av stora granitformationer
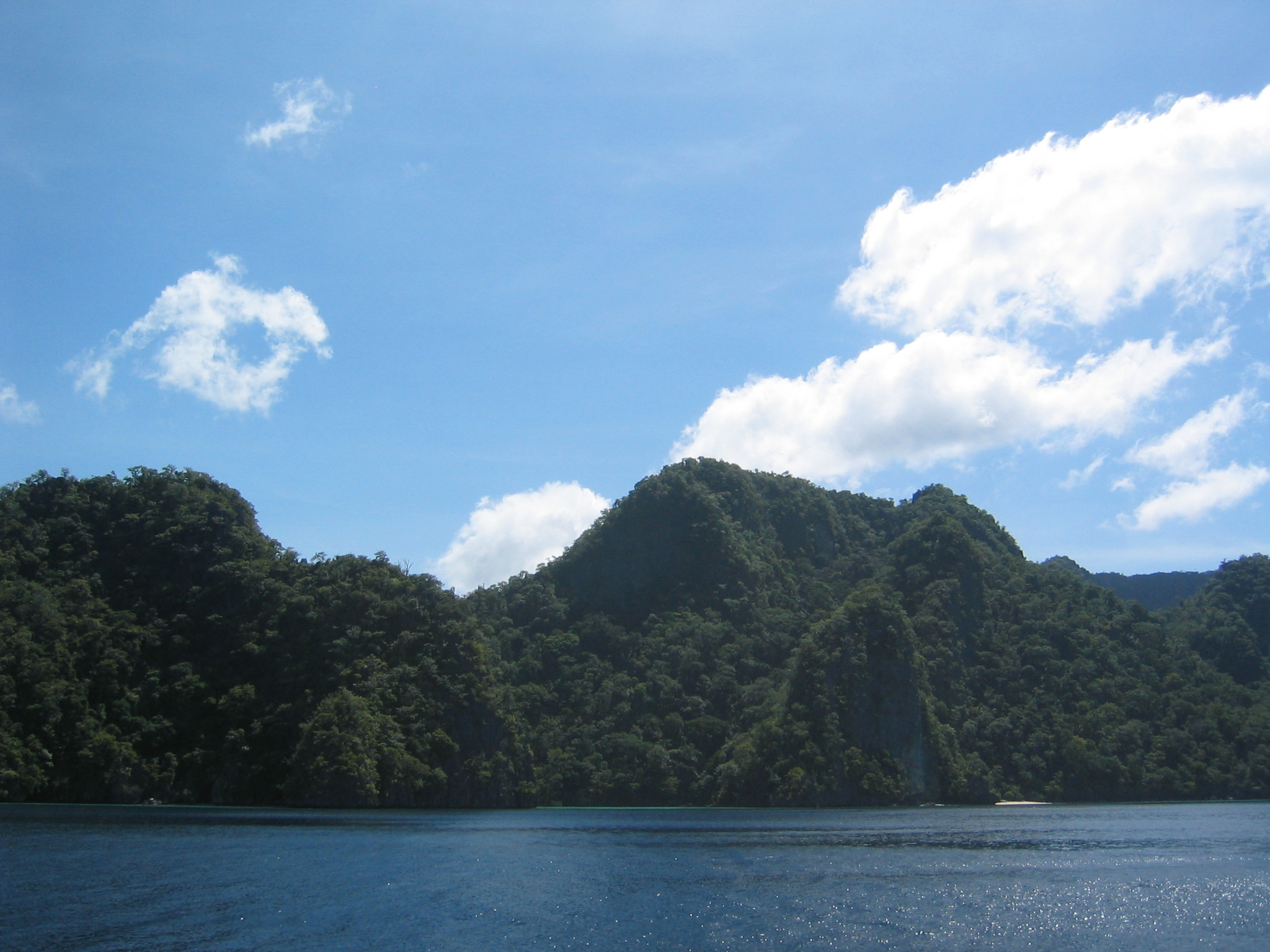
Coronön